# Сутјеска филм
Сутјеска филм је бивше филмско предузеће основано 1960. године са посебном намјеном продукције краткометражних и документарних филмова.
Ово предузеће убрзо достиже годишњу продукцију од 30 филмова свих жанрова а у којем ће професионалну афирмацију стећи редитељи попут: Суад Мркоњић, Душан Макавејев, Бато Ченгић, Суад Мркоњић, Живко Жика Ристић, Вефик Хаџисмајловић, Петар Љубојев, Хајрудин Крвавац, Гојко Шиповац , Златко Лаванић итд...
Филмови из продукције Сутјеска филма освајају низ награда у земљи и иностранству те овој продукцији доносе назив Сарајевске школе документарног филма.
Средином 70 - их година долази до пада продукције.
Услед реорганизација у кинематографији, 1975. године преузимају од угашеног предузећа Босна филм техничку реализацију и продукцију играних дугометражних филмова.
Сутјеска филм прераста у јединственог произвођача свих врста филмова.
Оспособљавање тог предузећа за нове задатке и планирано удруживање с дистрибуцијом и приказивачима теку споро, што осиромашује производњу.
Упркос свему, квалитет се доказује у условима минималне производње: на краткометражном филму афирмишу се Златко Лаванић, чији документарни филм Један дан Рајка Максима из 1976 године осваја на фестивалу у Кракову главну награду - Златног змаја, затим Ратко Орозовић, Мирко Комосар, Ранко Станишић, Мирјана Зорановић.
На играном филму дебитују Емир Кустурица који са филмом Сјећаш ли се Доли Бел осваја Златни лав за дебитантски филм на фестивалу у Венецији, а своје прве филмове у оквиру Сутјеска филма успешно реализују и Весна Љубић, Ненад Диздаревић, Ратко Орозовић.
Произвели су око 19 играних филмова (рачунајући копродукције) и преко стотину документараца.
2009. године по одлуци Владе ФБиХ предузеће Сутјеска филм се гаси и све његове обавезе и ауторска права на игране и документарне филмове које је релизовао преузима Филмски центар Сарајево.

## Продукција играних филмова
| Год.   | Назив                                | Улога                          |
| ------ | ------------------------------------ | ------------------------------ |
| 1960-е |                                      |                                |
| 1962.  | Капи,воде,ратници                    |                                |
| 1963.  | Град (филм)                          |                                |
| 1970-е |                                      |                                |
| 1978.  | Поглед у ноћ                         |                                |
| 1978.  | Љубав и бијес                        |                                |
| 1978.  | Жестоке године                       | кoпродукција                   |
| 1979.  | Партизанска ескадрила                |                                |
| 1979.  | Осма офанзива                        | техничке услуге                |
| 1980-е |                                      |                                |
| 1980.  | Пркосна делта                        |                                |
| 1981.  | Газија                               |                                |
| 1981.  | Сјећаш ли се Доли Бел                |                                |
| 1982.  | Настојање                            |                                |
| 1982.  | Двије половине срца                  |                                |
| 1982.  | Мирис дуња                           |                                |
| 1983.  | Писмо - Глава                        |                                |
| 1986.  | Шмекер                               | техничке услуге                |
| 1986.  | Un ponte per l inferno               | копродукција                   |
| 1986.  | Посљедњи скретничар узаног колосјека |                                |
| 1987.  | Tempi di guerra                      | копродукција                   |
| 1987.  | Aenigma                              | копродукција                   |
| 1988.  | Ванбрачна путовања                   |                                |
| 1990-е |                                      |                                |
| 1990.  | Волио бих да сам голуб               |                                |
| 1990   | Глуви барут                          |                                |
| 1992.  | Проклета је Америка                  |                                |
| 1994.  | Магареће године (филм)               | копродукција и техничке услуге |

## Производња краткометражних документарних филмова, анимираних и рекламних филмова
- 1960 - Нафта и људи
- 1960 - Соната на мјесечини
- 1961 - Не дижи нос
- 1961 - 1 мај 1961 у Сарајеву
- 1961 - Човјек без лица
- 1961 - Дуј, дуј
- 1961 - Ехо под Козаром
- 1961 - Исјечак нашег времена
- 1961 - Ја и мој нећак Пип
- 1961 - Кад јесен дође
- 1961 - Људи са ријеке
- 1961 - Мостови друге обале
- 1961 - Осмјех 61
- 1961 - Посљедњи круг
- 1961 - Руковет
- 1961 - Сарајевска хагада
- 1961 - Састанак бораца
- 1961 - Својим снагама
- 1961 - То је ПВЦ
- 1961 - Трагом медвједа
- 1962 - Излог
- 1962 - Мис Зеленграда
- 1962 - Знање за путовање
- 1962 - Швапски адет
- 1962 - Борба пијетлова
- 1962 - Чувај се друже
- 1962 - Ђуро Ђаковић
- 1962 - Филм о књизи А.Б.Ц
- 1962 - Град вјечитог сунца
- 1962 - Карневал на Куби
- 1962 - Концерт за клупу и оркестар
- 1962 - Лице
- 1962 - Линија пркосница
- 1962 - Мирни галеб
- 1962 - Нисте криви
- 1962 - Њихова посљедња смјена
- 1962 - Нова Куба
- 1962 - Нови портали
- 1962 - Савремено и индустријски
- 1962 - Шуме новог ритма
- 1962 - Три лица Хаване
- 1962 - Земља која тече
- 1963 - 10 април 1963
- 1963 - Афро - кубанске игре
- 1963 - Било некад село
- 1963 - Бисери антила
- 1963 - Босанка
- 1963 - Гаркина дрвена чипка
- 1963 - Градим, градиш...
- 1963 - ИЛМ
- 1963 - Љепотица
- 1963 - На камену, у почитељу
- 1963 - Носач
- 1963 - У срцу Кариба
- 1963 - Витез Бодљан
- 1963 - 300 000 квадрата
- 1964 - Ноктурно
- 1964 - Чувајмо наше шуме
- 1964 - Дани који се памте
- 1964 - Један вијек је прошао
- 1964 - Нови брод на Дунаву
- 1964 - Од Дукље до Титограда
- 1964 - Око у руци
- 1964 - Потеци водо узбрдо
- 1964 - Радни дан
- 1964 - Сарајевски атентат
- 1964 - Савремени неимари
- 1964 - Шљеме за тјеме
- 1964 - Створени да стварају
- 1964 - Сватови
- 1964 - Травник
- 1964 - Вилијем Шекспир
- 1965 - Ћуприје
- 1965 - Дан први
- 1965 - Кесонци
- 1965 - Модрац
- 1965 - Прича о фабрици
- 1965 - Радове изводи хидромонтажа Марибор
- 1965 - Сарајево 1945 - 1965
- 1965 - Селице
- 1965 - Трећи батаљон
- 1965 - Трудбеник
- 1965 - У завјетрини времена
- 1965 - Вуковар
- 1965 - Жедно поље
- 1966 - Дама Г-6
- 1966 - Ђаци пјешаци
- 1966 - Добро дошли
- 1966 - Гдје су некад расли млади ораси
- 1966 - Гњевна поља
- 1966 - Ипак један град
- 1966 - Маглић
- 1966 - На раскршћу ветрова
- 1966 - Неретвом према мору
- 1966 - Пунта великог мора
- 1966 - Смјена
- 1966 - Сутиван
- 1966 - Жељезара Зеница 1966
- 1967 - Чанчари
- 1967 - Дјеца пакла
- 1967 - Енергоинвест 1967
- 1967 - Хоп Јан
- 1967 - Модел бране Гранчарево
- 1967 - Мост
- 1967 - Мученица
- 1967 - Наслијеђе
- 1967 - Нека друга рука
- 1967 - Путеви
- 1967 - Шљемови
- 1967 - Со
- 1967 - Теферич
- 1967 - Трубадури мира
- 1967 - Вага
- 1967 - Зеленгорски висови
- 1968 - Авнојски пут
- 1968 - БНТ
- 1968 - Процесна опрема
- 1968 - Репортажа о једној посети
- 1968 - Транге франге
- 1968 - Војници октобра
- 1968 - Земља Неретљанска
- 1969 - Адмирал
- 1969 - Без протокола
- 1969 - Бусара
- 1969 - Царски дан
- 1969 - Два законаж
- 1969 - Име човека
- 1969 - Камени спавач
- 1969 - Реци у походе
- 1969 - Савремени неимари
- 1969 - У кафани
- 1969 - Велики почетак
- 1970 - Биила је тако лијепа
- 1970 - Черге
- 1970 - Чистилиште
- 1970 - Дијалог
- 1970 - Двије половине срца
- 1970 - Енергоинвест данас
- 1970 - Кад ни тица на кров не може да слети
- 1970 - Како се рађа хидроелектрана
- 1970 - Маглај
- 1970 - Маштовњаци
- 1970 - Нада
- 1970 - Новембар Јосипа Горичког
- 1970 - Прича о Алији
- 1970 - Прво виђење
- 1970 - Стаса гигант металурга
- 1970 - Свечана седница
- 1970 - Тако је то на друму
- 1970 - У камену цвијет
- 1970 - Укроћени букови
- 1970 - Врандук
- 1971 - Није штрајк
- 1971 - Подрум
- 1971 - Сањари
- 1971 - Седма република
- 1971 - Скендерија
- 1971 - Свеци се селе
- 1971 - Свјетска премијера
- 1971 - Воде Карста
- 1971 - Водовод
- 1971 - За дан, за годину
- 1971 - Ел Неимири у Сарајеву
- 1971 - Фамос
- 1971 - Између
- 1971 - Наоружани народ
- 1972 - Црне баште
- 1972 - Фасаде
- 1972 - Љубим ти модро сунце
- 1972 - На обједу
- 1972 - О, класје моје
- 1972 - Од Авана до елекртотехнике
- 1972 - Пријатељски сусрет
- 1972 - Пут је живот
- 1972 - Потовима слободе
- 1972 - Сарајево 3 маја 1921 од 4:30 до 19:30
- 1972 - Транспортери и транспортни уређаји
- 1975 - Матуранти

## Производња дугометражних документарних филмова
- 1966 - Пут до челика
- 1968 - Парламент револуције
- 1971 - Систем хидроелектрана на Требишњици

## Производња краткометражних играних филмова
- 1960 - Стамбено рјешење број...
- 1961 - Дјечак и коњ
- 1961 - Дјецо, чувајте се
- 1961 - Кишобран
- 1964 - Поподне
- 1966 - Пахуљица
- 1967 - Сурове дијагонале
- 1969 - Моје руке на твојим бедрима
- 1969 - У кухињи
- 1972 - Амбалажа
- 1972 - Очи
- 1974 - Виктор